# Who Can It Be Now?
Who Can It Be Now? è un singolo del gruppo musicale australiano Men at Work, pubblicato il 6 giugno 1981 in Australia, prima dell'uscita del loro album di debutto Business as Usual, in cui è stato inserito.

## Descrizione
La canzone ha per protagonista un uomo che non vuole sentire bussare alla sua porta. Musicalmente si contraddistingue per un assolo di sassofono che nel ritornello fa da controcanto alle parti cantate.

## Tracce
- 7"

1. Who Can It Be Now?
2. Anyone for Tennis (instrumental)

## Successo commerciale
La canzone raggiunse il secondo posto della classifica australiana nell'agosto 1981. Nel resto del mondo ottenne scarso successo fino a quando non venne distribuita in Canada conquistando l'ottavo posto in classifica. Ciò stimolò l'uscita americana, e il singolo, ormai vecchio più di un anno, raggiunse la prima posizione della Billboard Hot 100 nell'ottobre 1982. In Italia arrivò al decimo posto della hit parade durante il 1983.

## Classifiche

### Classifiche settimanali
| Classifica (1981-83)          | Posizione massima |
| ----------------------------- | ----------------- |
| Australia                     | 2                 |
| Canada                        | 8                 |
| Francia                       | 20                |
| Germania                      | 71                |
| Irlanda                       | 18                |
| Italia                        | 10                |
| Nuova Zelanda                 | 45                |
| Paesi Bassi                   | 49                |
| Regno Unito                   | 45                |
| Stati Uniti                   | 1                 |
| Stati Uniti (dance club)      | 33                |
| Stati Uniti (mainstream rock) | 46                |
| Sudafrica                     | 5                 |

### Classifiche di fine anno
| Classifica (1981) | Posizione |
| ----------------- | --------- |
| Australia         | 9         |
| Classifica (1982) | Posizione |
| Stati Uniti       | 30        |
| Classifica (1983) | Posizione |
| Italia            | 42        |

## Nella cultura di massa
La canzone viene utilizzata nel film La cosa del 2011, nel sesto episodio della seconda stagione della serie Romanzo criminale, nel secondo episodio della terza stagione della serie La casa di carta, e nel quarto episodio della diciannovesima stagione de I Simpson.